# 산호세 광산

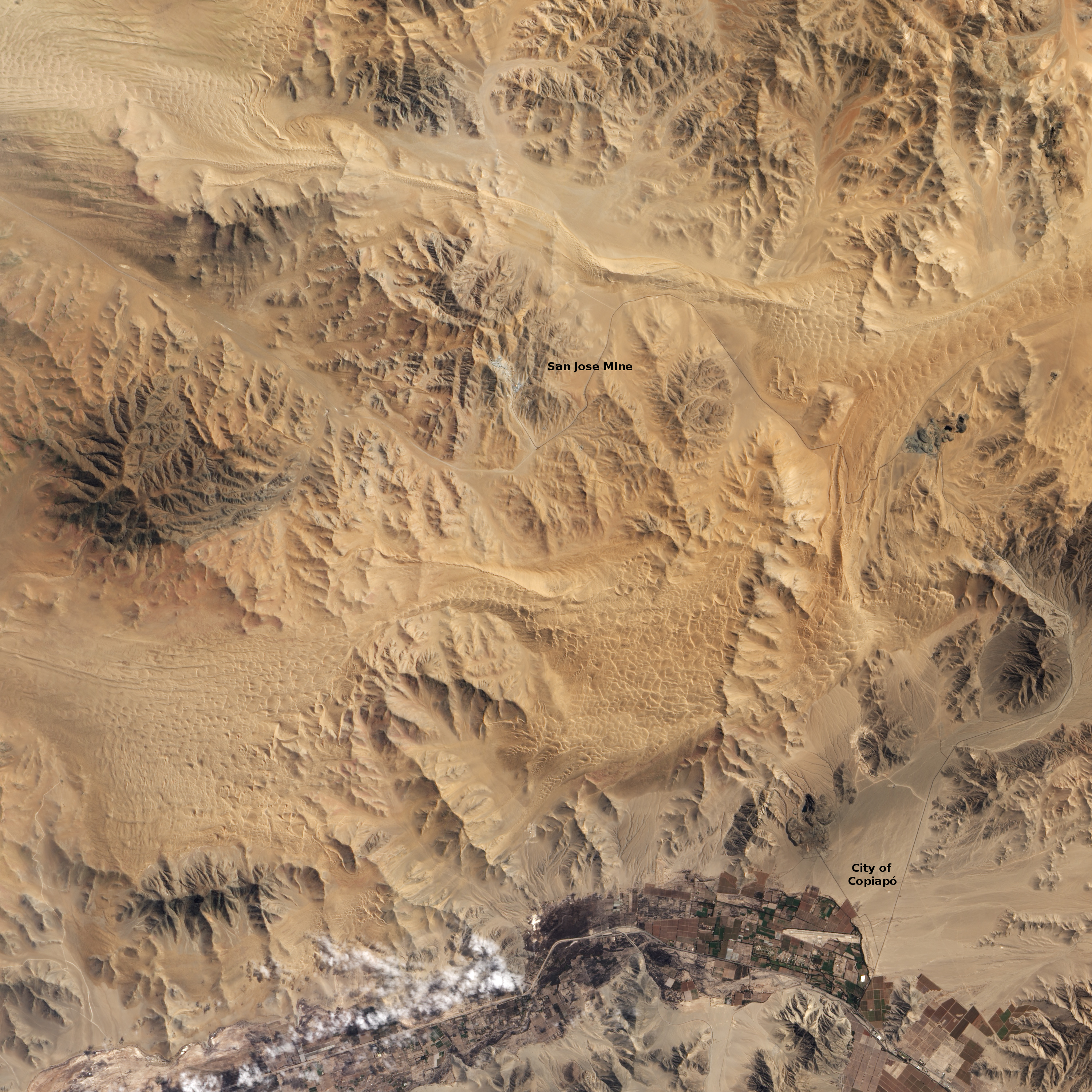
산호세 광산의 위성 사진

산호세 광산(스페인어: Mina San José)은 금, 구리가 매장되어 있는 작은 광산으로 칠레의 아타카마 주 코피아포 부근에 위치한다. 이 광산은 2010년에 붕괴되어 33명의 광부들이 땅속 622m에서 구조된 일로 유명해졌다. 이 사고로 광산은 폐쇄되었다.

## 역사
산호세 광산은 코피아포에서 북서쪽으로 45km 떨어진 지점에 위치한다. 1889년부터 채굴이 시작되었다. 1957년에 헝가리 이민자인 조르제 케메니 레테이(Jorge Kemeny Letay)가 성 에스테반 광산 회사(San Esteban Mining Company)를 설립했다.
테라 지에 따르면, 광산은 연간 수익이 2000만 달러로 되어 있다.
2003년부터 2010년까지 여러번의 크고 작은 사고가 발생하여 3명이 사망하였다. 2007년에는 지리학자가 광산에서 사망한 사고가 발생했으며, 이에 광산 폐쇄로 이어졌다. 그러다가 2008년에 칠레의 정부기관 중 하나인 지질-광산 부(SERNAGEOMIN)에서 광산을 다시 열었다. 2010년 7월에는 광부 한 명이 한 쪽 다리를 잃는 사고가 발생했다.